# Schäpingen

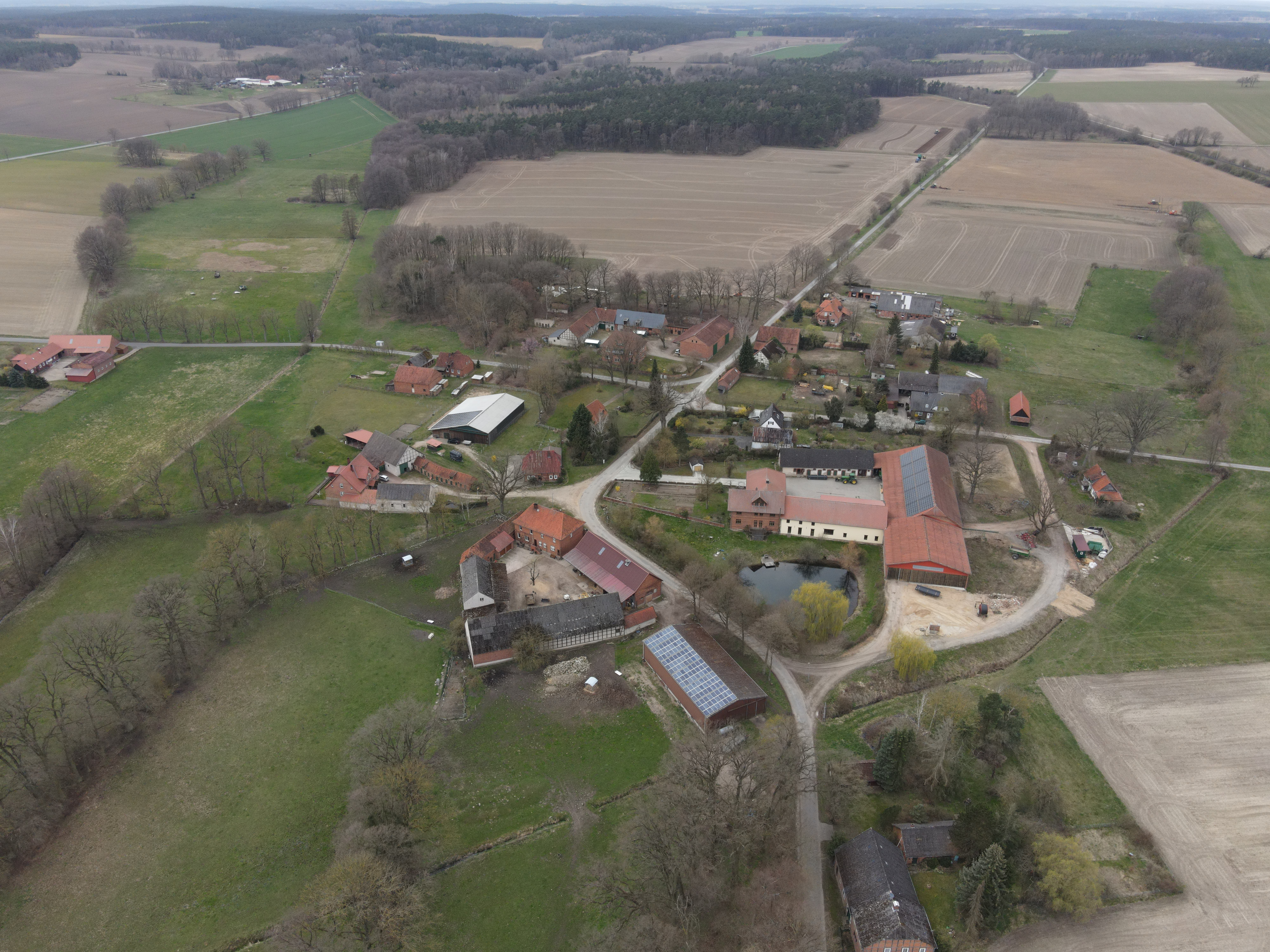
Schäpingen im April 2021 von Norden

Schäpingen ist ein Ortsteil der Gemeinde Schnega im Landkreis Lüchow-Dannenberg in Niedersachsen. 
Das Dorf liegt südwestlich des Kernbereichs von Schnega. Durch den Ort fließt die Wustrower Dumme, ein linker Nebenfluss der Jeetzel. Die Landesgrenze zu Sachsen-Anhalt verläuft südlich in geringer Entfernung.

## Geschichte
Am 1. Juli 1972 wurde Schäpingen in die Gemeinde Schnega eingegliedert.

## Feldsteinkapelle
Die evangelische Kapelle ist ein rechteckiger Feldsteinbau, der aus dem Mittelalter stammt. Der ehemalige Turm im Westen ist eine Ruine. Im Ostteil der Kapelle findet sich ein gotisches Portal. Bei der Restaurierung in den Jahren 1972/73 wurden umfangreiche Reste der spätgotischen Ausmalung freigelegt. Dabei handelt es sich um 24 Szenen aus Leben und Passion Christi, die sich in zwei Reihen an der Nordwand befinden. Auf der Westwand ist das Jüngste Gericht dargestellt.